# Campeonato Regional de Viseu
O Campeonato Regional de Viseu foi uma competição de futebol portuguesa organizada pela Associação de Futebol de Viseu. Era a competição que elegia oficialmente o campeão de futebol do Distrito de Viseu, a primeira edição foi na época de 1926–27 e a última na época de 1946–47. O maior vencedor é o Lusitano de Vildemoinhos com 7 títulos.

## Vencedores

### Por época
| Época   | Vencedor                 |
| ------- | ------------------------ |
| 1946–47 | SL Viseu                 |
| 1945–46 | Académico de Viseu FC    |
| 1944–45 | Académico de Viseu FC    |
| 1943–44 | SL Viseu                 |
| 1942–43 | SL Viseu                 |
| 1941–42 | CD Tondela               |
| 1940–41 | CD Tondela               |
| 1939–40 | Mortágua FC              |
| 1938–39 | Académico de Viseu FC    |
| 1937–38 | Académico de Viseu FC    |
| 1936–37 | Académico de Viseu FC    |
| 1935–36 | Lusitano de Vildemoinhos |
| 1934–35 | Lusitano de Vildemoinhos |
| 1933–34 | SL Viseu                 |
| 1932–33 | Lusitano de Vildemoinhos |
| 1931–32 | Lusitano de Vildemoinhos |
| 1930–31 | Lusitano de Vildemoinhos |
| 1929–30 | Académico de Viseu FC    |
| 1928–29 | Lusitano de Vildemoinhos |
| 1927–28 | SL Viseu                 |
| 1926–27 | Lusitano de Vildemoinhos |

### Por clube
| Clube                    | Venceu | Época(s)                                                       |
| ------------------------ | ------ | -------------------------------------------------------------- |
| Lusitano de Vildemoinhos | 7      | 1926–27, 1928–29, 1930–31, 1931–32, 1932–33, 1934–35 e 1935–36 |
| Académico de Viseu FC    | 6      | 1929–30, 1936–37, 1937–38, 1938–39, 1944–45 e 1945–46          |
| SL Viseu                 | 5      | 1927–28, 1933–34, 1942–43, 1943–44 e 1946–47                   |
| CD Tondela               | 2      | 1940–41 e 1941–42                                              |
| Mortágua FC              | 1      | 1939–40                                                        |

Ref.: